# Klammhöhe
Die Klammhöhe ist ein 618 m ü. A. hoher Gebirgspass im südlichen Niederösterreich. Er überwindet den Wienerwald zwischen Gföhlberg (885 m ü. A.) und Schöpfl (893 m ü. A.). Die Klammhöhe bildet eine Wasserscheide zwischen der Großen Tulln und der Gölsen. Die über den Pass führende Straße L119 verbindet Laaben im Bezirk Sankt Pölten-Land mit dem Gölsental im Bezirk Lilienfeld. Außerdem zweigt direkt bei der Klammhöhe eine Straße von der L119 ab, die eine Verbindung zum Triestingtal bildet und zwischen Kaumberg und Thenneberg in die Hainfelder Straße (B18) mündet. Südlich der Klammhöhe liegt die Valeriehöhe (772 m).